# Steve Downie
Steve Downie, född 3 april 1987, är en kanadensisk före detta professionell ishockeyspelare som spelade i National Hockey League (NHL) för Philadelphia Flyers, Tampa Bay Lightning, Colorado Avalanche, Pittsburgh Penguins och Arizona Coyotes.

## NHL
Steve Downie valdes som 29:e spelare totalt av Philadelphia Flyers i NHL Entry Draft 2005. Han spelade sin första match i NHL för Flyers 5 december 2007 mot Minnesota Wild och gjorde sitt första mål i NHL 5 januari 2008 mot Toronto Maple Leafs.
7 november 2008 bytte Flyers bort Downie till Tampa Bay Lightning.
21 februari 2012 blev han trejdad till Colorado Avalanche mot Kyle Quincey.
31 oktober 2013 trejdades Downie till Philadelphia Flyers i utbyte mot Maxime Talbot.

## Statistik

### Klubbkarriär
| 2002–03    | York Simcoe Express   | Bantam     | 14  | 5  | 13  | 18  | 27   | —  | — | —  | —  | —  |
| 2002–03    | Aurora Tigers         | OPJHL      | 34  | 12 | 13  | 25  | 55   | —  | — | —  | —  | —  |
| 2003–04    | Windsor Spitfires     | OHL        | 49  | 7  | 9   | 16  | 90   | 4  | 0 | 1  | 1  | 27 |
| 2004–05    | Windsor Spitfires     | OHL        | 61  | 21 | 52  | 73  | 179  | 11 | 4 | 5  | 9  | 49 |
| 2005–06    | Windsor Spitfires     | OHL        | 1   | 3  | 0   | 3   | 4    | —  | — | —  | —  | —  |
| 2005–06    | Peterborough Petes    | OHL        | 34  | 16 | 34  | 50  | 109  | 19 | 6 | 15 | 21 | 38 |
| 2006–07    | Peterborough Petes    | OHL        | 28  | 23 | 36  | 59  | 92   | —  | — | —  | —  | —  |
| 2006–07    | Kitchener Rangers     | OHL        | 17  | 12 | 21  | 33  | 32   | 9  | 8 | 14 | 22 | 15 |
| 2006–07    | Philadelphia Phantoms | AHL        | 1   | 0  | 0   | 0   | 0    | —  | — | —  | —  | —  |
| 2007–08    | Philadelphia Phantoms | AHL        | 21  | 5  | 12  | 17  | 114  | —  | — | —  | —  | —  |
| 2007–08    | Philadelphia Flyers   | NHL        | 32  | 6  | 6   | 12  | 73   | 6  | 0 | 1  | 1  | 10 |
| 2008–09    | Philadelphia Flyers   | NHL        | 6   | 0  | 0   | 0   | 11   | —  | — | —  | —  | —  |
| 2008–09    | Philadelphia Phantoms | AHL        | 4   | 1  | 7   | 8   | 23   | —  | — | —  | —  | —  |
| 2008–09    | Norfolk Admirals      | AHL        | 23  | 8  | 17  | 25  | 107  | —  | — | —  | —  | —  |
| 2008–09    | Tampa Bay Lightning   | NHL        | 23  | 3  | 3   | 6   | 54   | —  | — | —  | —  | —  |
| 2009–10    | Tampa Bay Lightning   | NHL        | 79  | 22 | 24  | 46  | 208  | —  | — | —  | —  | —  |
| 2010–11    | Tampa Bay Lightning   | NHL        | 57  | 10 | 22  | 32  | 171  | 17 | 2 | 12 | 14 | 40 |
| 2011–12    | Tampa Bay Lightning   | NHL        | 55  | 12 | 16  | 28  | 121  | —  | — | —  | —  | —  |
| 2011–12    | Colorado Avalanche    | NHL        | 20  | 2  | 11  | 13  | 16   | —  | — | —  | —  | —  |
| 2012–13    | Colorado Avalanche    | NHL        | 2   | 0  | 1   | 1   | 6    | —  | — | —  | —  | —  |
| 2013–14    | Colorado Avalanche    | NHL        | 11  | 1  | 6   | 7   | 36   | —  | — | —  | —  | —  |
| 2013–14    | Philadelphia Flyers   | NHL        | 51  | 3  | 14  | 17  | 70   | —  | — | —  | —  | —  |
| 2014–15    | Pittsburgh Penguins   | NHL        | 72  | 14 | 14  | 28  | 238  | 5  | 0 | 2  | 2  | 4  |
| 2015–16    | Arizona Coyotes       | NHL        | 26  | 3  | 3   | 6   | 53   | —  | — | —  | —  | —  |
| 2015–16    | Springfield Falcons   | AHL        | 8   | 1  | 1   | 2   | 24   | —  | — | —  | —  | —  |
| NHL totalt | NHL totalt            | NHL totalt | 434 | 76 | 120 | 196 | 1057 | 28 | 2 | 15 | 17 | 54 |

### Internationellt
| År            | Lag            | Turnering     | Resultat      |    | Matcher | Mål | Assist | Poäng | Utv |
| ------------- | -------------- | ------------- | ------------- | -- | ------- | --- | ------ | ----- | --- |
| 2004          | Canada Ontario | U17           | 1             | 6  | 3       | 3   | 6      | 8     |     |
| 2006          | Kanada         | JVM           | 1             | 6  | 2       | 4   | 6      | 16    |     |
| 2007          | Kanada         | JVM           | 1             | 6  | 1       | 4   | 5      | 16    |     |
| 2010          | Kanada         | VM            | 7:a           | 7  | 2       | 0   | 2      | 28    |     |
| Junior totalt | Junior totalt  | Junior totalt | Junior totalt | 12 | 3       | 8   | 11     | 32    |     |
| Senior totalt | Senior totalt  | Senior totalt | Senior totalt | 7  | 2       | 0   | 2      | 28    |     |